# Ragnhild Myklebust
Pour les articles homonymes, voir Myklebust.
Ragnhild Myklebust, née le 13 décembre 1943 à Oslo en Norvège, est une skieuse norvégienne. Elle a participé à 5 paralympiades de 1988 à 2002 et remporté 27 médailles paralympiques dont 22 médailles d'or, ce qui fait d'elle la sportive la plus titrée des Jeux paralympiques d'hiver.